# 宇和島シロキ
宇和島シロキ（うわじましろき）は、かつて愛媛県宇和島市に本社を置いていたシロキ工業の子会社。

## 概要
1990年7月に操業を開始。以来、ウインドレギュレータ、ドアロック、キーなどの自動車部品の製造・販売を行ってきた。
しかし、物流コストの問題やキー事業の撤退で業績が低迷。2004年に工場が閉鎖された。工場閉鎖後も会社自体は販売事業を行う企業として2005年にシロキ工業の子会社のシロキ商事に吸収合併されるまで存続している。

## 沿革
- 1988年 - 「宇和島シロキ株式会社」設立。
- 1990年 - 工場の操業を開始。
- 2004年 - 工場を閉鎖。
- 2005年 - シロキ商事が宇和島シロキを吸収合併する。